# Мечислав Метковський
Мечислав Метковський (пол. Mieczysław Mietkowski, при народженні Мойсей Бобровицький; 25 листопада 1903, Білосток — 25 квітня 1990, Варшава) — польський комуніст, генерал бригади, заступник міністра громадської безпеки у 1944—1954 роках. Один із керівників апарату політичних репресій. Усунено з посади за результатами розслідування зловживань у держбезпеці.

## У компартії. Переїзд до СРСР
Народився у робітничій єврейській сім'ї (за точною датою народження існують деякі різночитання; допускається 15 листопада). У 1922 вступив до компартії Західної Білорусії, потім до компартії Польщі. Був партійним функціонером, брав участь у прокомуністичному профспілковому русі. У 1925—1926 роках проходив військову службу у піхотному батальйоні польської армії.
У 1928 році виїхав до Швейцарії на лікування очного захворювання. Наступного року Мойсей Бобровицький перебрався зі Швейцарії до СРСР. Закінчив Інститут червоної професури. Вступив до ВКП(б), був функціонером ВЦРПС і Профінтерну. Прийняв ім'я Мечислав Метковський.

## Військово-політичний функціонер
Закінчивши офіцерські курси, Мечислав Метковський приєднався до міжнародних операцій ВКП(б) та НКВС. У 1934—1936 роках надавав допомогу австрійському шуцбунду, у 1936—1939 роках брав участь в іспанській громадянській війні. Повернувшись до СРСР, працював у видавництві літератури іноземними мовами.
З червня 1941 року, після нападу Німеччини на СРСР, Мечислав Метковський був призваний у РСЧА. Служив у політорганах, займався підготовкою пропагандистських текстів для солдатів вермахту.
У 1943 році вступив до політвідділу 1-ї Варшавської піхотної дивізії імені Тадеуша Костюшка. Вступив у комуністичну ПРП, керував апаратом політичної освіти польських збройних сил у СРСР. Відігравав важливу роль у формуванні польських прокомуністичних силових структур. При цьому звинувачувався у фаворитизмі стосовно євреїв, у зв'язку з чим на нього надходили доноси до ЦК ВКП(б) й органів держбезпеки. Однак ця критика не була взята до уваги відповідними радянськими інстанціями.

## У держбезпеці
У жовтні 1944 року Мечислав Метковський вступив на службу до Відомства громадської безпеки ПКНВ (очолював департамент комуніст Станіслав Радкевич). З січня 1945 року Метковський — заступник Радкевича як міністра громадської безпеки Польщі. До 1947 року брав участь у придушенні антикомуністичного опору Армії Крайова та руху Свобода та Незалежність. Потім займався апаратним функціонуванням МГБ, департаментами контррозвідки, контролю над кореспонденцією, господарськими підрозділами. Був також секретарем партійної організації ПРП- ПОРП у міністерстві.
Мав звання генерали бригади. Нагороджувався орденом Відродження Польщі, Срібним хрестом Virtuti Militari, орденом «Прапор Праці».
Мечислав Метковський відіграв значну роль в організації політичного терору сталінського періоду. У 1949—1954 роках перебував у Комісії з безпеки ЦК ПОРП — координаційному органі репресій. Зараховувався до «єврейської» групи Якуба Бермана у керівництві ПРП-ПОРП й органів держбезпеки (з найбільш відомих функціонерів МГБ до цієї групи також належали Роман Ромковський, Юзеф Ружанський, Анатоль Фейгін, Юлія Брістігер, Вацлав Комар, Юзеф Чаплицький, Юзеф Святло).

## Відставка
У грудні 1954 року, на початку польської десталінізації, Метковського зняли з посади заступника міністра, а міністерство розформовано. Партійно-службове розслідування виявило причетність Метковського до арештів членів урядущої партії та застосування тортур. Крім того, на нього покладалася частка відповідальності за провал, пов'язаний з втечею підполковника Святло у Західний Берлін.
Метковського виключили з ПОРП і виведено з політики. Однак його керівні функції мали здебільшого «канцелярський» характер, участь у партійних чистках була більш опосередкованою, і тому Метковський не постав перед судом, як інший заступник Радкевича — генерал Ромковський.
У 1955—1956 роках був заступником директора Інвестиційного банку у Варшаві.

## Смерть
Останні 35 років Мечислав Метковський прожив як приватна особа. Помер у 1990 році, вже після зміни суспільно-політичної системи у Польщі та перетворення ПНР на Третю Річ Посполиту.
Похований на цвинтарі Військові Повонзки в одній могилі з дружиною Генрікою.